# Quem pastores laudavere
Quem pastores laudavere è un tradizionale canto natalizio in lingua latina, il cui testo, di autore anonimo, è stato scritto in Boemia nel XV secolo. La melodia è invece originaria di Breslavia e risale al 1555  ed è stata arrangiata da vari compositori, tra cui Michael Praetorius.

## Storia
Il testo originario del brano è stato rinvenuto nel manoscritto  del monastero di Hohenfurth (ora Vyšší Brod, Repubblica Ceca).

## Testo

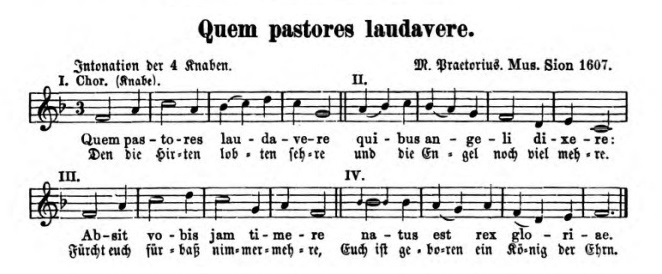
Spartito del brano

Il testo tratta degli eventi collegati alla Nascita di Gesù:
1.
Quem pastores laudavere,
quibus angeli dixere,
absit vobis jam timere,
natus est rex gloriæ.
2.
Ad quem magi ambulabant,
aurum, thus, myrrham portabant,
immolabant hæc sincere
Leoni victoriæ.
3.
Exultemus cum Maria
In cœlesti hierarchia
Natum promat voce pia
Dulci cum melodia.

4.
Christo regi, Deo nato,
per Mariam nobis dato,
merito resonet vere
Laus honor et gloria.
Ritornello [aggiunto da Praetorius]:
Nunc angelorum gloria
Hominibus resplenduit
in mundo.
Novi partus gaudia
Virgo mater produxit,
Et sol verus
in tenebris illuxit.
Christus natus hodie ex virgine.

## Versioni discografiche
Tra gli artisti che hanno inciso il brano, figurano, tra gli altri (in ordine alfabetico):
- The Cambridge Singers con John Rutter (nell'album Christmas with the Cambridge Singers del 1989) [3]
- Dresdner Kreuzchor (nell'album Weihnachten mit dem Dresdner Kreuzchor del 1967)[4]
- King's College Choir di Cambridge con David Willcocks (nell'album Once In Royal David's City (Seventeen Carols) del 1984)[5]
- Antonella Ruggiero (nell'album I regali di Natale del 2010) [6]